# Enicospilus javanus
Enicospilus javanus (лат.) — вид наездников рода Enicospilus из семейства Ichneumonidae (Ophioninae). Австралия, Бруней, Вьетнам, Китай, Индия, Индонезия, Япония, Малайзия, Мьянма и Непал.

## Описание
Наездники средних размеров. От близких видов отличается следующими признаками: межоцеллярная (между оцеллиями) область красновато-коричневая; наличник слабо или умеренно выпуклый, вентральный край вдавлен, острый; мандибулы вывернуты на 10°—20°, внешняя поверхность без диагональной сетчатой бороздки; переднее крыло с проксимальным и дистальным склеритами, сильно пигментированными, срастающимися между собой. Дискосубмаргинальная ячейка переднего крыла с обширной голой областью (фенестра); мандибулы узкие; внутренняя поверхность шпоры передней голени без перепончатого валика. Предположительно, как и близкие виды, паразитируют внутри гусениц бабочек.